# 대한민국 헌법 제69조
대한민국 헌법 제69조는 대한민국 헌법 조항으로 대통령의 취임 선서를 담고 있다.

## 본문
대통령은 취임에 즈음하여 다음의 선서를 한다. "나는 헌법을 준수하고 국가를 보위하며 조국의 평화적 통일과 국민의 자유와 복리의 증진 및 민족문화의 창달에 노력하여 대통령으로서의 직책을 성실히 수행할 것을 국민 앞에 엄숙히 선서합니다."

## 주요 판례
- 대한민국의 헌법재판소는 노무현 대통령 탄핵 소추에서 다음과 같이 판시하였다.[1]

헌법 제66조 제2항 및 제69조에 규정된 대통령의 ‘헌법을 준수하고 수호해야 할 의무’는 헌법상 법치국가원리가 대통령의 직무집행과 관련하여 구체화된 헌법적 표현이다. 헌법의 기본원칙인 법치국가원리의 본질적 요소는 한 마디로 표현하자면, 국가의 모든 작용은 ‘헌법’과 국민의 대표로써 구성된 의회의 ‘법률’에 의해야 한다는 것과 국가의 모든 권력행사는 행정에 대해서는 행정재판, 입법에 대해서는 헌법재판의 형태로써 사법적 통제의 대상이 된다는 것이다. 이에 따라, 입법자는 헌법의 구속을 받고, 법을 집행하고 적용하는 행정부와 법원은 헌법과 법률의 구속을 받는다. 따라서 행정부의 수반인 대통령은 헌법과 법률을 존중하고 준수할 헌법적 의무를 지고 있다.

‘헌법을 준수하고 수호해야 할 의무’가 이미 법치국가원리에서 파생되는 지극히 당연한 것임에도, 헌법은 국가의 원수이자 행정부의 수반이라는 대통령의 막중한 지위를 감안하여 제66조 제2항 및 제69조에서 이를 다시 한번 강조하고 있다. 이러한 헌법의 정신에 의한다면, 대통령은 국민 모두에 대한 ‘법치와 준법의 상징적 존재’인 것이다. 이에 따라 대통령은 헌법을 수호하고 실현하기 위한 모든 노력을 기울여야 할 뿐만 아니라, 법을 준수하여 현행법에 반하는 행위를 해서는 안 되며, 나아가 입법자의 객관적 의사를 실현하기 위한 모든 행위를 해야 한다. 행정부의 법존중 의무와 법집행 의무는 행정부가 위헌적인 것으로 간주하는 법률에 대해서도 마찬가지로 적용된다. 위헌적인 법률을 법질서로부터 제거하는 권한은 헌법상 단지 헌법재판소에 부여되어 있으므로, 설사 행정부가 특정 법률에 대하여 위헌의 의심이 있다 하더라도, 헌법재판소에 의하여 법률의 위헌성이 확인될 때까지는 법을 존중하고 집행하기 위한 모든 노력을 기울여야 한다.

- 대한민국의 헌법재판소는 박근혜 대통령 탄핵 심판에서 다음과 같이 판시하였다.[2]

헌법 제69조는 대통령 취임선서의 내용으로 `대통령으로서의 직책을 성실히수행할 의무`를 규정한다. 헌법 제69조는 헌법 제66조 제2항 및 제3항에 의하여 대통령의 직무에 부과되는 헌법적 의무를 다시 강조하고 내용을 구체화하는 규정이므로,대통령의 `성실한 직책수행의무`는 헌법적 의무에 해당한다(헌재 2004. 5. 14. 2004헌나1 참조). 헌법재판소는 대통령의 `성실한 직책수행의무`는 규범적으로 이행이 관철될 수 있는 성격의 의무가 아니므로 원칙적으로 사법적 판단의 대상이 될 수 없다고 하면서, 정치적 무능력이나 정책결정상의 잘못 등 직책수행의 성실성 여부는 그자체로서 소추사유가 될 수 없다고 하였다(헌재 2004. 5. 14. 2004헌나1 참조). 그러나직책수행의 성실성에 관한 추상적 판단에 그치지 않고, 헌법이나 법률에 따라 대통령에게 성실한 직책수행의무가 구체적으로 부여되는 경우에 그 의무 위반은 헌법 또는 법률 위반이 되어 사법 심사의 대상이 될 수 있으므로, 탄핵 사유를 구성한다.

## 같이 보기
- 대한민국 헌법 제4장
- 대통령의 취임 선서